# 米尔地区希尔施巴赫
米尔地区希尔施巴赫是奥地利上奥地利州弗赖施塔特县的一个市镇。总面积23.6平方公里，总人口1153人，人口密度48.9人/平方公里（2005年）。